# Dianthus pyrenaicus
Dianthus pyrenaicus är en nejlikväxtart. Dianthus pyrenaicus ingår i släktet nejlikor, och familjen nejlikväxter.

## Underarter
Arten delas in i följande underarter:
- D. p. attenuatus
- D. p. pyrenaicus

## Bildgalleri

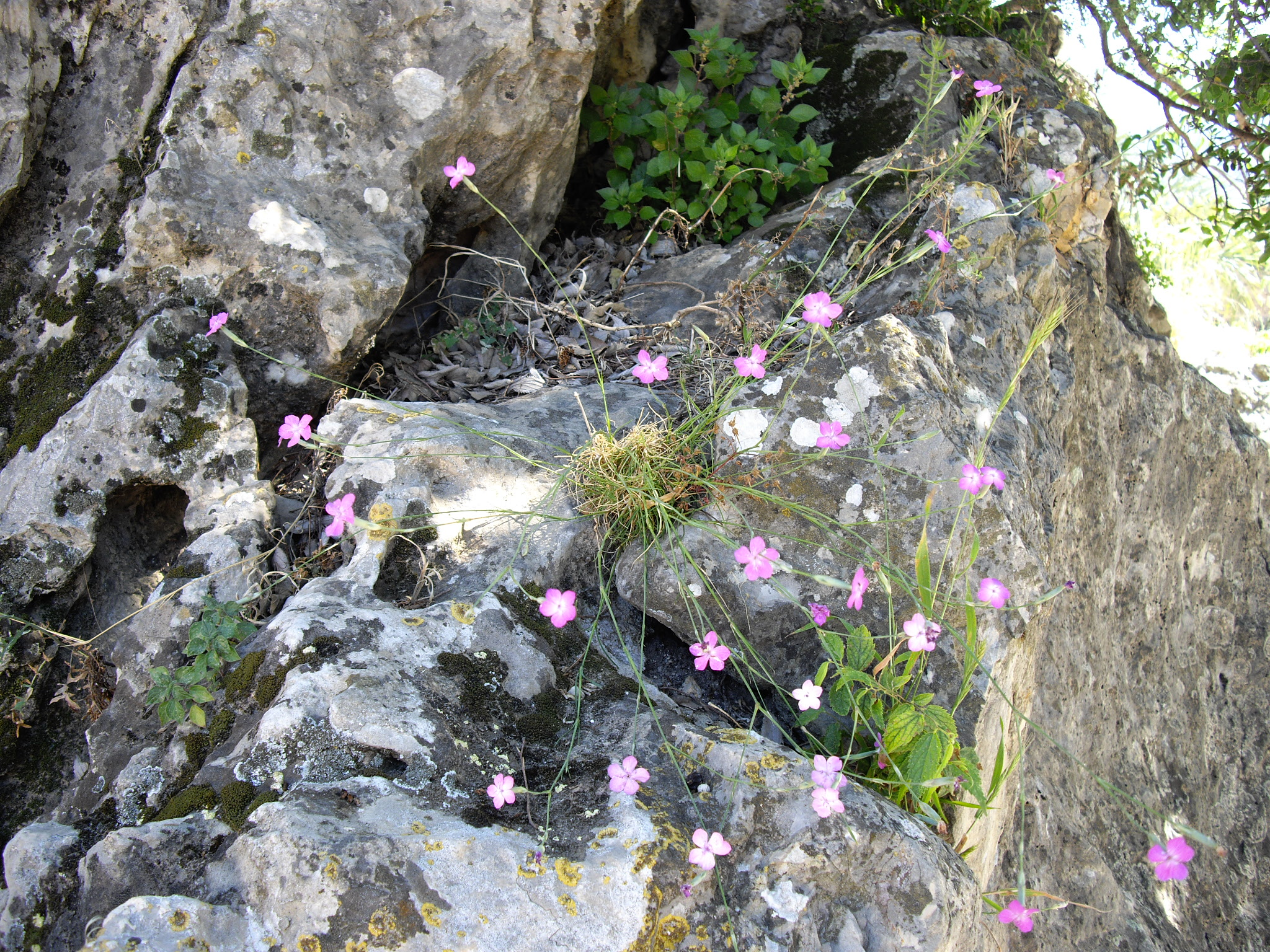